# FSP Festival

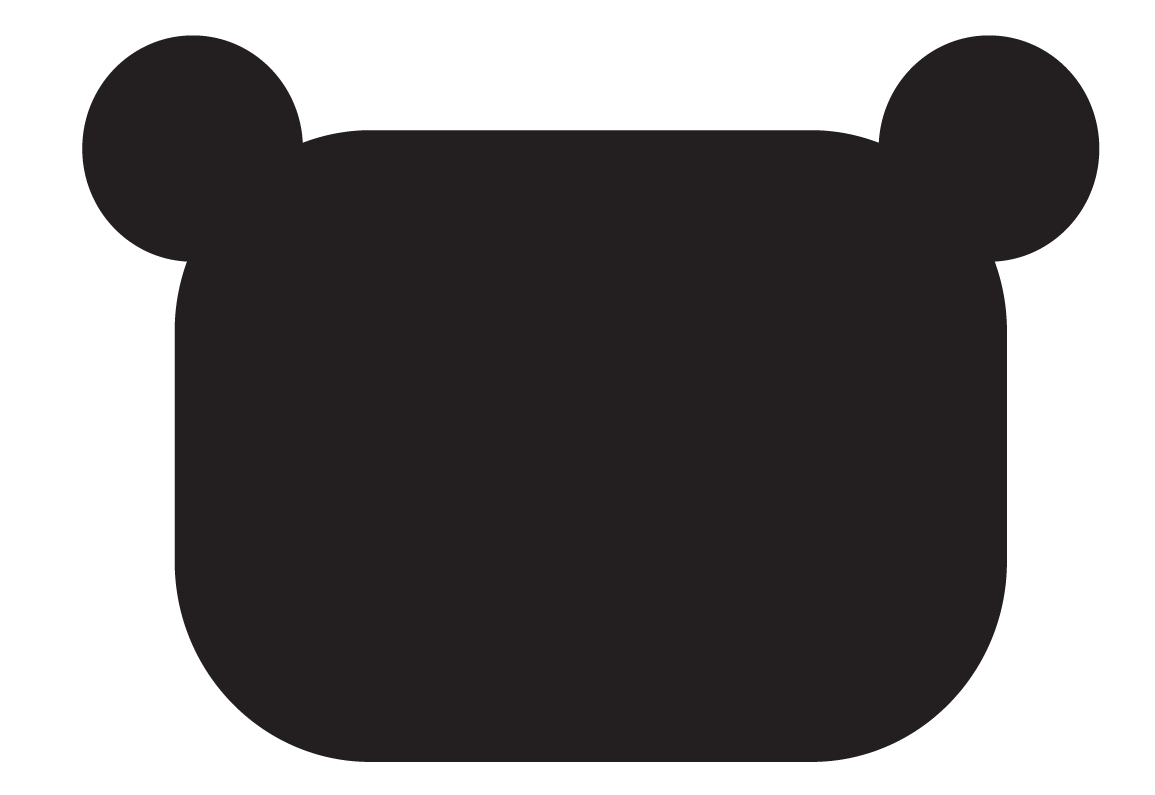
El logotipo tradicional del festival.

Freaky Summer Party — es un festival anual de dos días con música, comida de la calle, instalaciones de arte y diversión. Las plataformas Edutainment, Kidsters, Jam Market, Food Court y Blogeria se presentan en el festival. Tiene lugar en Minsk desde 2013. Los ciudadanos de los países cercanos y los países de Europa visitan el festival. Más de 240 músicos de 20 países han cantado en la plataforma del festival.

## Historia
Primero FSP Festival fue creado como una fiesta de amigos en 2008. De 2009 a 2012 FSP Festival tuvo lugar en el barrio de Rakovski, cerca del río Islach. En 2013 el festival cambió su lugar y se organizó en Minsk. FSP Festival se ha convertido del Festival Art-picnic de un día al festival de música con un afterparty.

## Headliners de FSP Festival (2014-2016)

### 2014
Debruit, Cheese People, Jon Kennedy, Super Besse, 130 po vstrechnoi starenkoi Vespa, Zagortsev, Kraut,  Craft, ODIS, Sasha Davydov, Fitzzgerald, Papa Bo Selektah,  HMR, Remm, Andy Roc, Stereobeaver, Weedska, KorneJ.

### 2015
Tom Tukker, Markas Palubenka, Anton Maskeliade, Mustelide, CherryVata, Dj Gaamer, Groosha,  Super DJ Besse, Stereobeaver, Winick, KorneJ, Stas, Kazantzev, Salut80, Morgotika, Plavsky, Davydov, Funkyjaws, Fitzgerald, East Soul Person, Pafnytii Kuzukian, Deech, Bogdanov, Push’n’Pull, Hutateli.

### 2016
ON-THE-GO, Mujuice, Ana Zhdanova, Balthazar, The Soul Surfers, DJ Fitzzgerald, DJ Andrew Zagortsev, DJ Papa Bo Selektah,  Markas Palubenka, 1/2 Orchestra,  Dj 50К, DJ Alein, DJ Alex Despotin, The Violent Youth, Intelligency, Delay Sound System: Kazantsev, Shumilin, Tea, Schmoltz, Stwone,  Prokop Jnr & Klaxons Brass, Black Disco: Kraut, Plavsky, Davydov, Makushkin, Skvo’s, Unhuman Remainz, Bassota, I. F. U., DIG!, Push’n'Pull, Bonehider, Mechta: Plastik, Morgotika, Gaamer.

## Organizadores
El organizador del FSP Festival es la agencia creativa Pocket Rocket que está situada en Minsk. 

## Enlaces
Official sitio de FSP Festival en ruso Archivado el 22 de marzo de 2017 en Wayback Machine.
Oficial sitio de FSP Festival en inglés Archivado el 22 de marzo de 2017 en Wayback Machine.
- Datos: Q29000607